# Webtrends
Webtrends es una empresa privada con sede en Portland, Oregón, Estados Unidos. Se especializa en análisis digital, optimización y creación de software de marketing digital y comercio electrónico. La empresa presta servicios a aproximadamente 2.000 empresas.

## Historia
La empresa fue fundada por W. Glen Boyd y Eli Shapira en 1993 con el nombre de "eg Software".En el 2001 NetIQ adquirió la empresa  y lanzó la versión 5.0 de Webtrends Reporting Center en el 2002. En el 2005 Wetbrands fue vendida por NetIQ al fondo de capital privado Francisco Partners.
En octubre de 2007 se reportó que se le pidió la renuncia a tres vicepresidentes corporativos y al director general sin mayores detalles acerca de la razón detrás de la moción. Especulaciones iniciales sugirieron que la empresa sería vendida a su mayor competidor, sin embargo, informes posteriores indicaron que el cambio apuntaba a una reestructuración de largo plazo[cita requerida]. 
En febrero del 2014, la empresa contrató a Joe Davis como su nuevo director ejecutivo,  y en mayo del mismo año la sede principal de la empresa se trasladó desde el Pacific First Center a la Torre US Bancorp en el centro de Portland.  

### Impacto
En el 2009, Webtrends lanzó una campaña publicitaria en el transporte público que cuestionaba la implementación de un impuesto de circulación de ciclistas.La campaña intentaba demostrar la capacidad de análisis web de la empresa para rastrear comentarios en línea sobre el tema, sin embargo provocó fuertes reacciones en contra de Webtrends en la comunidad . 

### Adquisiciones
En diciembre de 2006, Webtrends adquirió ClickShift, un software de optimización automatizada para publicidad en línea.  La tecnología de ClickShift fue integrada en la suite Marketing Lab de Webtrends, que incluye los productos de análisis y almacenamiento de marketing, y re-bautizada como Webtrends Dynamic Search.  El producto fue relanzado como Webtrends Ad Director en agosto del 2008.
En julio del 2009, Webtrends adquirió Widemile, un proveedor de pruebas mutivariantes y segmentación con base en Seattle. El producto fue renombrado y relanzado como Webtreds Optimize el mismo día que se hizo pública la adquisición. 
El agosto del 2010, Webtrends adquirió Transpond, un fabricante de micrositios y aplicaciones sociales que pueden ser distribuidos a través de la web o Facebook con base en San Francisco. El producto fue inicialmente renombrado Webtrends Apps tras el lanzamiento y luego pasó a llamarse Webtrends Social. 
En el 2011, Webtrend adquirió Reinvigorate de Media Temple Ventures, con sede en Culver City, California. Reinvigorate desarrolló un producto de análisis web en tiempo real utilizando mapas de calor para contabilizar visitas. Este producto fue renombrado Webtrends Reinvigorate   y luego se discontinuó. 

## Productos
Webtrends ofrece variados productos y servicios de análisis web enfocados en la recopilación y presentación de datos del comportamiento de los usuarios para sitios web y aplicaciones de dispositivos móviles. 
Su producto principal, Webtrends Analytics, está disponible en modelos de software y de software como servicio (SaaS por sus siglas en inglés). A lo largo de su trayectoria, Webtrends ha lanzado una serie de productos SaaS, incluidos  Webtrends Segments, Webtrends Optimize, Action Center , Webtrend Streams y Webtrends Ads.
En el 2012, un acuerdo de "integración" vinculó a WebTrends y Hootsuite . [cita requerida].
Su herramienta de remarketing por correo electrónico, lanzada en el 2013, provee a los vendedores en línea datos en tiempo real  acerca de los carros de compra virtuales abandonados.
En febrero del 2015, Webtrends completó el lanzamiento mundial de Webtrends Explore, su aplicación de análisis ad hoc   que permite responder preguntas específicas de mercado con el fin de guiar las decisiones comerciales de forma expedita. 
En el 2016, Webtrends anunció el lanzamiento de un nuevo producto de análisis, Webtrends Infinity Analytics. Un año después lo vendió a Oracle . 
En agosto del 2018, la gerencia de Webtrends realizó una "compra por parte de gerencia" o MBO (por sus siglas en inglés) de Webtrend Optimize, convirtiéndola en una empresa independiente. Con sede en Reino Unido, esta nueva empresa fue dirigida por Matthew Smith, ex Director de servicios de Optimización de Webtrends, quien asumió el rol de gerente general. Tras la división, el producto Optimize fue renovado y su plataforma migrada (replatformed) y ha operado independientemente desde entonces. 

### Recopilación de datos
El software de Webtrends utiliza análisis de registro de actividades y etiquetado de páginas. El análisis de registro de actividades lee los archivos almacenados en el servidor web que registran todas las transacciones. Usando etiquetado de páginas, los pares nombre-valor se añaden, de forma automática usando una etiqueta de JavaScript o de forma manual, a la cadena de consulta de una imagen gif que reside en el servidor de recopilación de datos. Cuando la página web es cargada en un navegador, éste envía una solicitud al servidor de recopilación de datos para que la imagen gif pueda ser cargada. El servidor de recopilación de datos recibe la solicitud y registra los parámetros incluidos en la cadena de consulta de la imagen gif.
El software analiza los datos capturados y los organiza en informes para cada ¨Perfil¨ configurado. Los informes pueden ser visualizados de diversas maneras, generalmente a través de una interfaz gráfica de usuario en línea o una exportación programada del reporte vía correo electrónico en formato PDF o CSV. Los datos también pueden ser visualizados a través de un archivo de registro sin procesar, consultas REST y ODBC y otros productos que utilizan la interfaz para programas de aplicación de Webtrends (Webtrends Data Extraction API). La presentación del informe en línea puede ser configurada, permitiendo al administrador de Webtrends especificar que información deber ser analizada, donde se debe presentar y para quien está disponible.
En el 2008, The New York Times, que ya era propietario del International Herald Tribune (IHT), utilizó Webtrends para analizar el tráfico internacional de ambos sitios web. Este análisis llevó a la decisión de unir ambos sitios web para aumentar el número de visitas al sitio web, capturando una mayor audiencia de lectores. 